# Sécaline
Une sécaline est une glycoprotéine constituant la prolamine des graines de seigle (Secale cereale).  Elles sont classées en trois types en fonction de leur masse moléculaire : sécalines A, B et C.
Les sécalines sont susceptibles d'induire la maladie cœliaque chez les personnes génétiquement prédisposées. 
Lors de la préparation du pain de seigle, les sécalines doivent être exposées à un acide tel que l'acide lactique pour lever ; on réalise généralement cette opération à l'aide d'un levain panaire. 